# Malvillers
Malvillers település Franciaországban, Haute-Saône megyében. Lakosainak száma 67 fő (2022. január 1.). Malvillers Preigney, Cintrey, Lavigney, Melin, Molay és La Roche-Morey községekkel határos.

## Népesség
A település népességének változása:
| Lakosok száma | 68   | 64   | 67   | 63   | 62   | 61   | 63   | 65   | 67   |
|               | 2013 | 2015 | 2016 | 2017 | 2018 | 2019 | 2020 | 2021 | 2022 |